# Vatta
Vatta ist eine ungarische Gemeinde im Kreis Mezőkövesd im Komitat Borsod-Abaúj-Zemplén.

## Geografische Lage
Vatta liegt in Nordungarn, gut 20 Kilometer südlich des Komitatssitzes Miskolc, an dem kleinen Fluss Csincse-patak. Nachbargemeinden sind Harsány, Borsodgeszt, Csincse, Emőd und Bükkábrány.

## Gemeindepartnerschaft
- Karatschyn (Карачин), Ukraine, seit 2017

## Söhne und Töchter der Gemeinde
- Bertalan Szemere (1812–1869), Schriftsteller und Politiker
- Viktor Padányi (1906–1963), Historiker, Sprachforscher und Schriftsteller

## Sehenswürdigkeiten
- Bertalan-Szemere-Gedenksäule, erschaffen 1974 von Gábor Gáti
- Reformierte Kirche, erbaut in den 1810er Jahren
- Römisch-katholische Kirche Szeplőtelen Fogantatás, erbaut 1759–1765 (Spätbarock)
- Schloss Odescalchi (Odescalchi-kastély), erbaut im 18. Jahrhundert
- Weltkriegsdenkmal (I. és II. világháborús emlékmű), erschaffen 1926 von János Pásztor

## Verkehr
Durch Vatta verläuft die Hauptstraße Nr. 3. Die nächstgelegenen Bahnhöfe befinden sich in Csincse und Emőd.

## Bilder

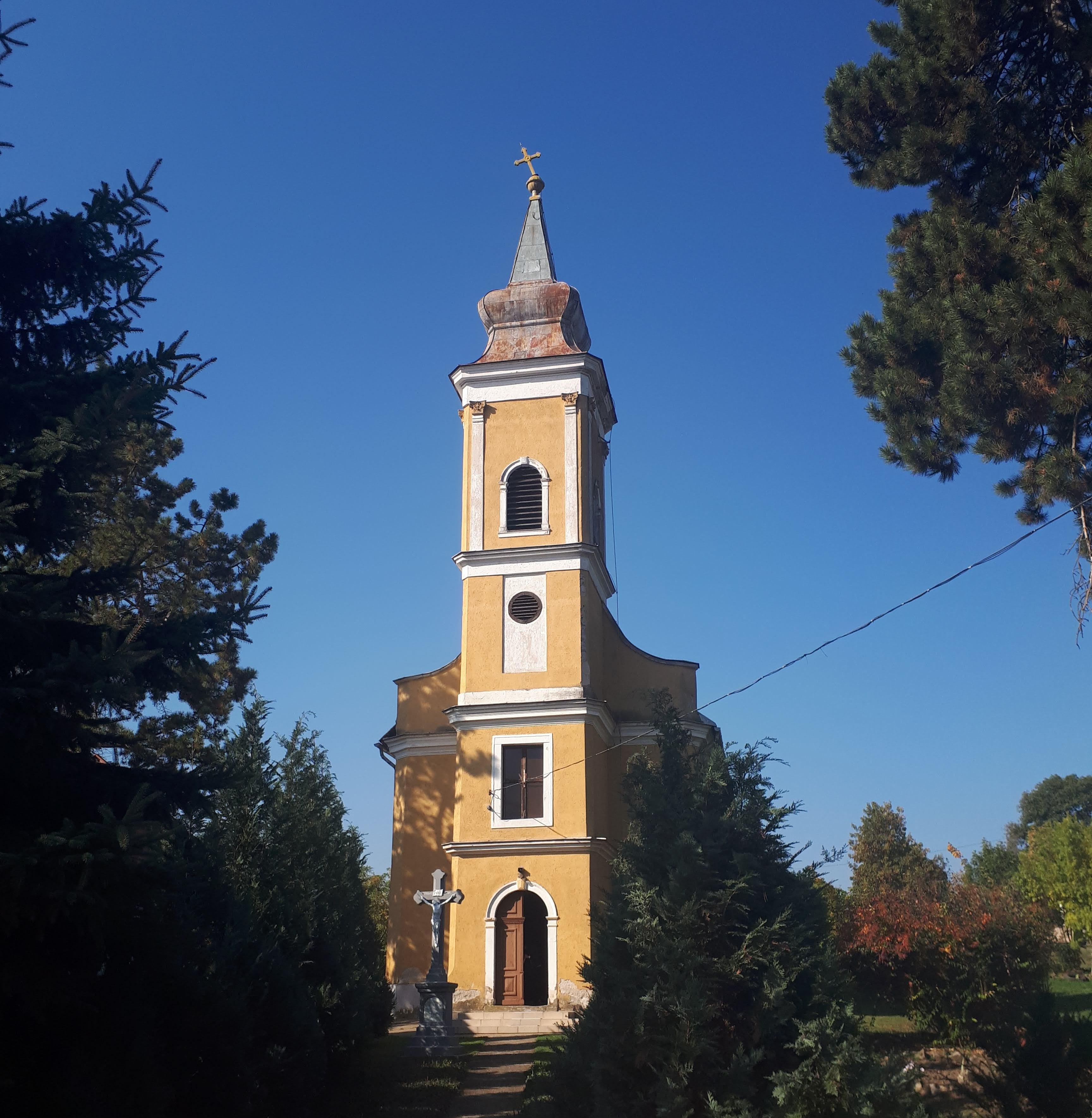
Röm.-kath. Kirche Szeplőtelen Fogantatás
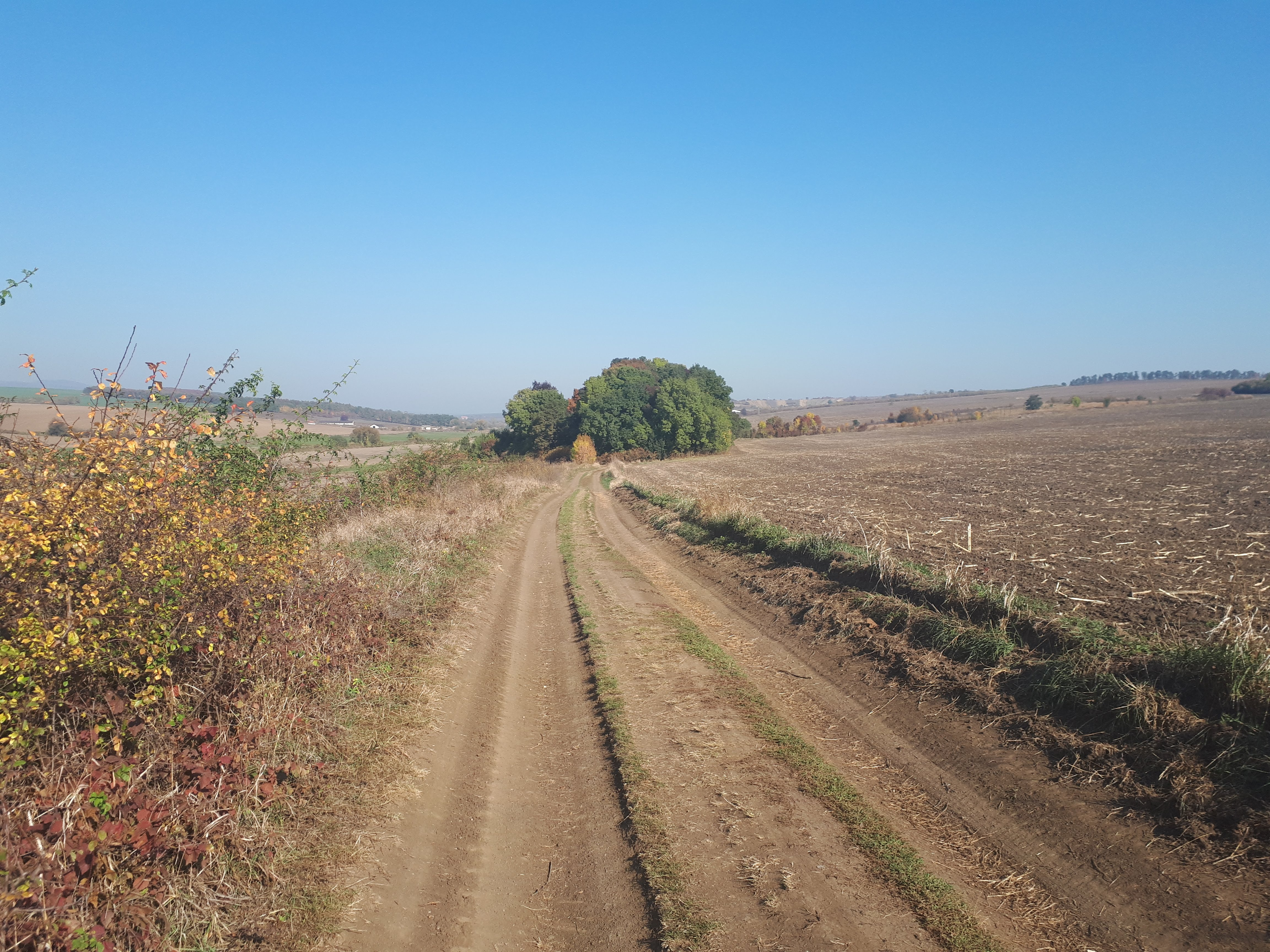
Feldweg von Harsány nach Vatta
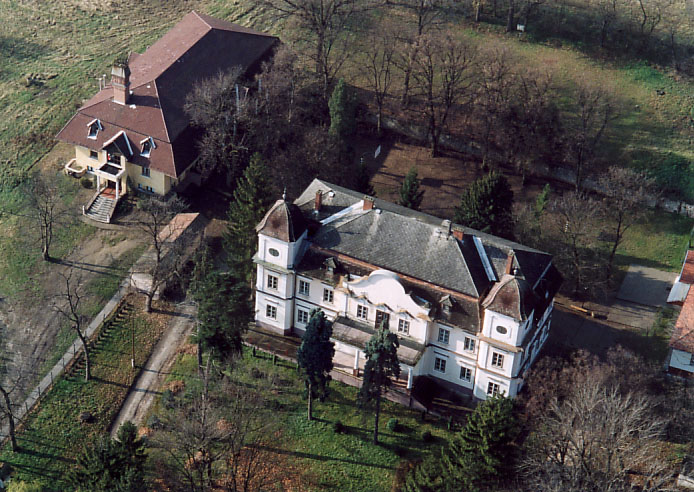
Blick auf Schloss Odescalchi